# Majdan Skrzyniecki
Majdan Skrzyniecki – wieś w Polsce, położona w województwie lubelskim, w powiecie lubelskim, w gminie Borzechów.
| SIMC    | Nazwa     | Rodzaj    |
| ------- | --------- | --------- |
| 0379376 | Chrzanów  | część wsi |
| 0379382 | Spaczniak | część wsi |

W latach 1975–1998 miejscowość administracyjnie należała do ówczesnego województwa lubelskiego.
Wieś stanowi sołectwo gminy Borzechów. Według Narodowego Spisu Powszechnego z roku 2011 wieś liczyła 144 mieszkańców.
Wierni Kościoła rzymskokatolickiego należą do parafii Matki Bożej Częstochowskiej w Borzechowie.